# Лютаєво
Люта́єво (рос. Лютаево) — село у складі Солонешенського району Алтайського краю, Росія. Адміністративний центр Лютаєвської сільської ради.

## Населення
Населення — 357 осіб (2010; 470 у 2002).
Національний склад (станом на 2002 рік):
- росіяни — 96 %